# CR-V3

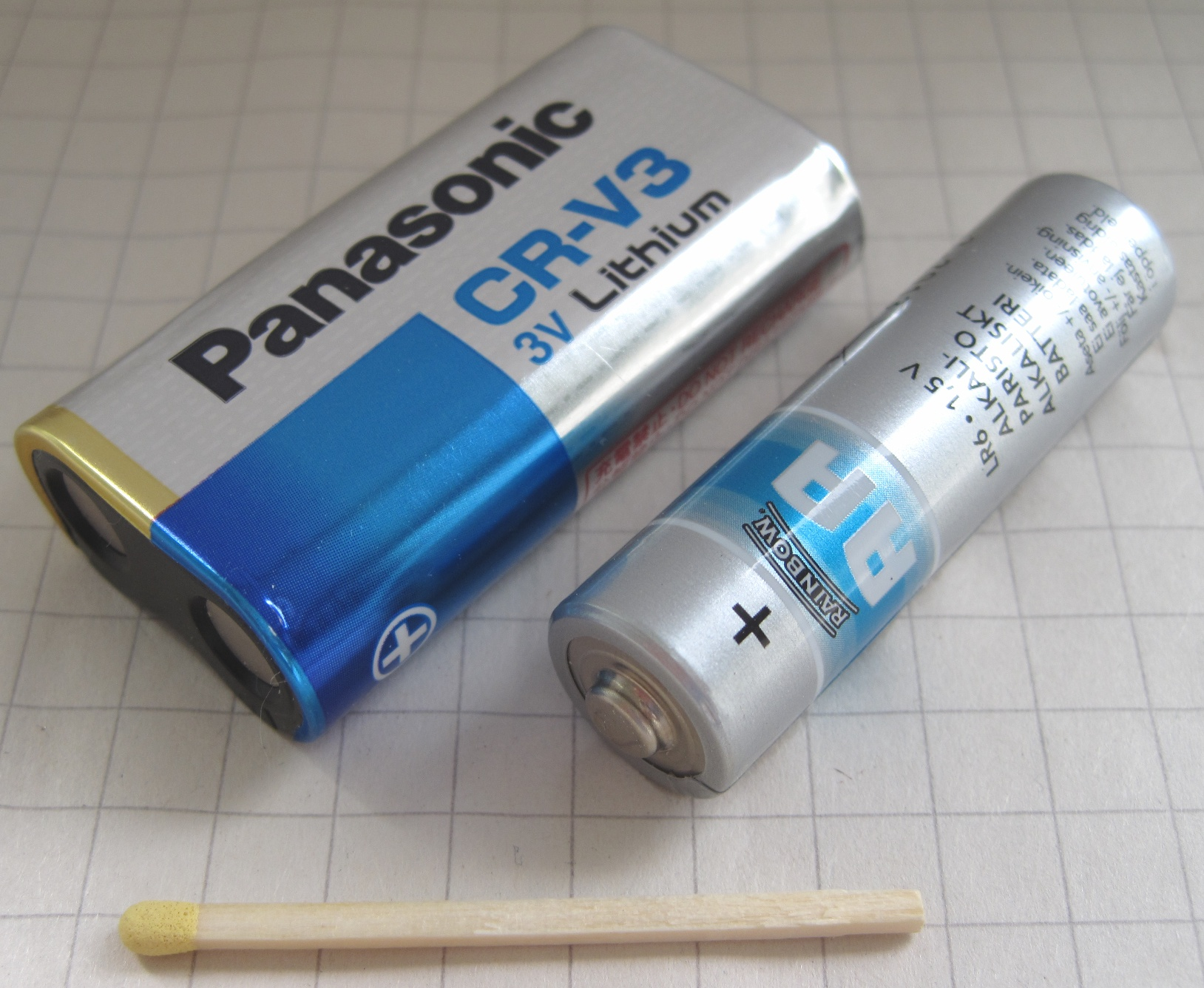
Батарейка CR-V3 рядом с АА

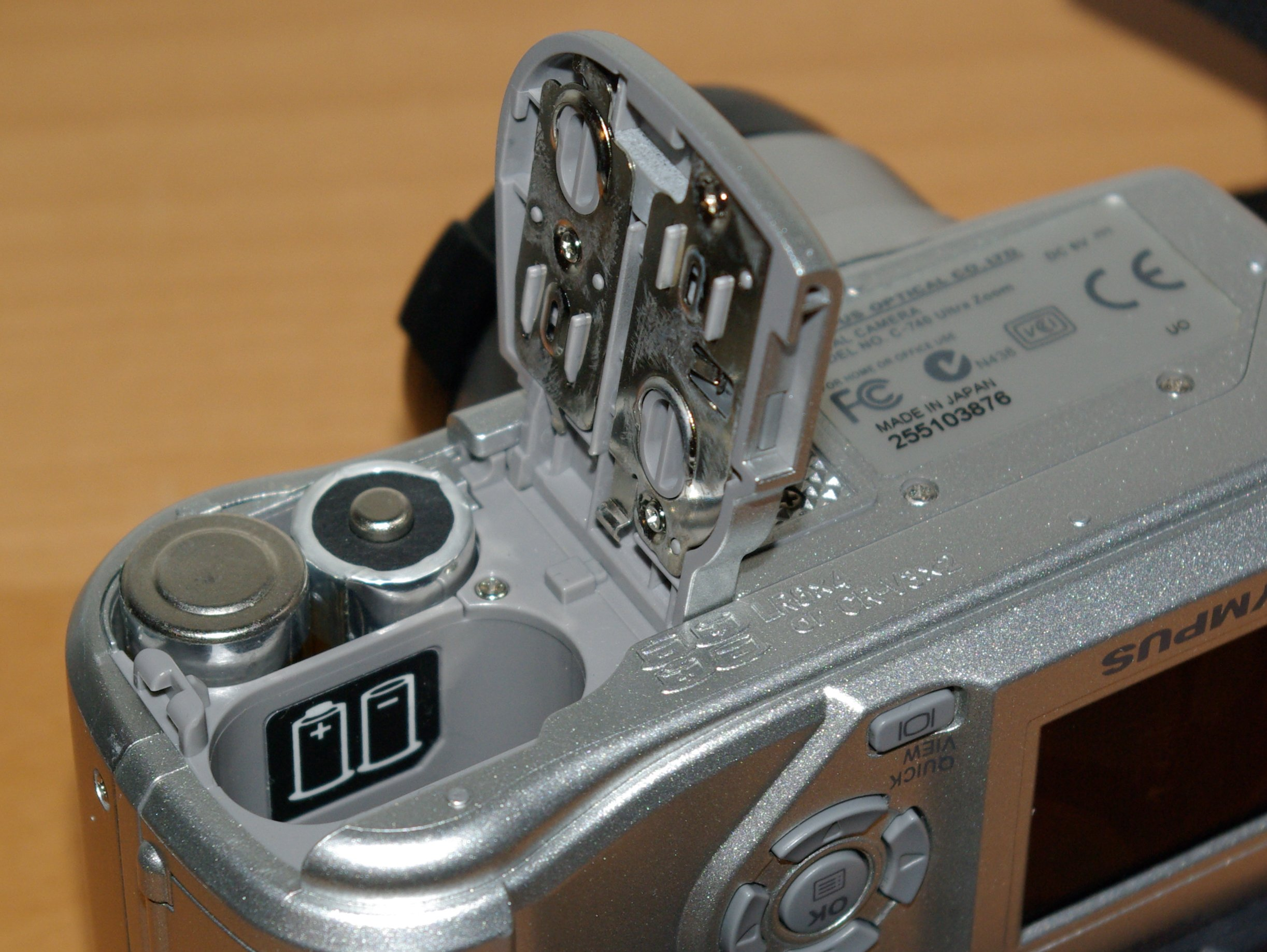
Фотоаппарат Olympus, в каждый из двух отсеков которого можно установить либо две батареи AA, либо одну батарею CR-V3.

CR-V3 — формат литиевых батарей питания для малой бытовой техники (например, фотоаппараты). Выводы "+" и "-" расположены с одного торца, повторяя расположение двух последовательно подключенных АА батареек 1,5 В.
Существуют перезаряжаемые литий-ионные аккумуляторы похожей формы, например, Kodak CLIC 8000. Их отличие заключается в расположении плюсового контакта около центра торца и более высоком напряжении — 3,7 В.

## Технические характеристики
Напряжение — 3 В;
Ёмкость — 3300 mAh .

## Достоинства
- Выдающаяся морозоустойчивость.
- Пологая кривая разряда.
- Возможность очень длительного хранения без использования.
- Большая ёмкость на единицу веса по сравнению с традиционными батареями.
- Во многих устройствах (исходя из формы батарейного отсека) есть возможность замены двух элементов или аккумуляторов типа AA на CR-V3. Если добавить туда устройства, способные выдержать минимальную кустарную доработку (спиливание приливов, разделяющих ячейки АА и т. п.) без повреждения, то этот список значительно расширяется до большинства устройств (кроме тех в которых элементы АА расположены в линейку), использующих чётное число элементов АА.